# Carl Zeiss
Carl Zeiss (11. září 1816 Výmar – 3. prosince 1888 Jena) byl německý průmyslník a optik, známý především jako zakladatel společnosti Carl Zeiss AG. V roce 1846 získal povolení od vrchního stavebního úřadu v Jeně k otevření dílny, kde zahájil výrobu fotografických objektivů. V následujících letech se jeho jméno stalo značkou optiky známou po celém světě.

## Životopis
Narodil se ve Výmaru, jako páté z dvanácti dětí. Jeho otec byl dvorní soustružnický mistr August Zeiss. V osmnácti letech opustil gymnázium s odhodláním stát se mechanikem, a proto nastoupil do učení k doktoru Fridrichu Körnerovi na univerzitě v Jeně, kde navštěvoval přednášky, především matematiku, fyziku a mineralogii. V roce 1846 si otevřel vlastní dílnu a v roce 1847 se začal věnovat konstrukci mikroskopů. Každý jeho výrobek byl unikát, protože stále chyběly teoretické podklady ke konstrukci mikroskopu. Na Jenské univerzitě působil mladý docent Ernst Karl Abbe, který se zajímal o jeho problémy s mikroskopy. Oba se dohodli na spolupráci a Ernst Karl Abbe začal pracovat v jeho dílnách. V roce 1869 se domnívali, že teoretické základy pro optické zobrazování již zvládli a tak sestrojili první mikroskop podle předem teoreticky vypočítaných hodnot. Mikroskop však měl horší zobrazovací vlastnosti než předešlé mikroskopy. Abbe při dalších pokusech zjistil, že ve své práci počítal pouze s lomem světla a úplně zanedbal ohyb světla. Roku 1870 se jim tento problém podařilo vyřešit a byl sestrojen mikroskop, který splňoval teoreticky vypočítané hodnoty. Konkurence Zeissovy výrobky kritizovala, ale veřejností byl jejich výrobek přijat. Jeho podnik navštěvovali renomovaní vědci, kteří jejich mikroskopy začali používat. V roce 1882 začali spolupracovat se sklářským technikem Schottou, který pracoval na zlepšení vlastností skla, z kterého byly konstruovány čočky, tím se jim podařilo snížit barevnou vadu čoček. V září roku 1886 se konala oslava desetitisícího vyrobeného mikroskopu. Carl Zeiss kvůli zhoršujícímu se zdravotnímu stavu postupně opouštěl své postavení ve společnosti. Prodělal několik záchvatů mrtvice a 3. prosince roku 1888 zemřel.